# Ntpd

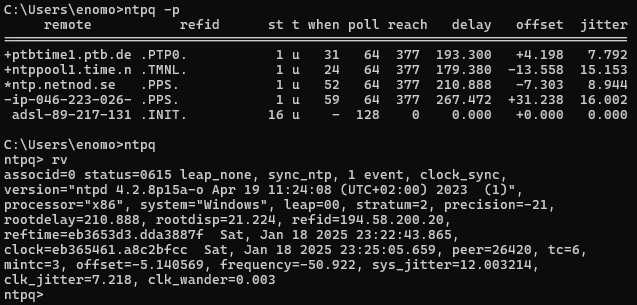
برنامه کاربردی ntpq بخشی از ان‌تی‌پی‌دی است

ان‌تی‌پی‌دی یا  دیمون پروتکل زمان شبکه یک دیمن است که ساعت سیستم را با استفاده از سرورهای زمان از طریق پروتکل زمان شبکه همگام می‌کند.

## توضیحات
برنامه ان‌تی‌پی‌دی یک دیمن در سیستم عامل است که ساعت سیستم یک رایانه را در هماهنگی با سرورهای زمان استاندارد اینترنت تنظیم و حفظ می‌کند. این برنامه پیاده‌سازی کاملی از پروتکل زمان شبکه (اختصاری NTP) نسخه ۴ است، اما همچنان با نسخه‌های ۱، ۲ و ۳ (تعریف‌شده در RFC 1059، RFC 1119 و RFC 1305) سازگار باقی مانده است. برنامه ان‌تی‌پی‌دی بیشتر محاسبات خود را با اعداد اعشاری شناور ۶۴-بیتی انجام می‌دهد و فقط زمانی از محاسبات ثابت ۶۴-بیتی استفاده می‌کند که نیاز باشد حداکثر دقت - در حدود ۲^۳۲ پیکوثانیه - حفظ شود. اگرچه ایستگاه‌های کاری و شبکه‌های معمولی تا تاریخ ۲۰۱۵ نمی‌توانند با این دقت نهایی کار بکنند، اما ممکن است پردازنده‌ها و شبکه‌های آینده به آن نیاز پیدا کنند.
ان‌تی‌پی‌دی برای اجرا در سمت خدمات‌دهنده و/یا مشتری از یک پرونده پیکربندی یکسان استفاده می‌کند. این پرونده پیکربندی که معمولاً ntp.conf نام دارد، معمولاً در شاخه ‎/etc قرار می‌گیرد. دیگر پرونده مهم این برنامه شامل پرونده drift است که ان‌تی‌پی‌دی برای تصحیح کجی ساعت سخت‌افزار در صورت عدم اتصال به سرور زمانی دقیق‌تر استفاده می‌کند.

### نامگذاری
xntpd نرم‌افزار دیمن پروتکل زمان شبکه نسخه سه (۱۹۹۲) است. حرف «x» به نام آن اضافه شد چراکه شاخه کدی که در نهایت تبدیل به NTPv3 شد «آزمایشی» بود. نام این نرم‌افزار در نسخه چهار دوباره به «ntpd» تغییر کرد؛ زیرا مخترع NTP، دیوید ال. میلز، تصمیم گرفت چیزی که حدود بیست سال «آزمایشی» باقی مانده (بدون تغییرات چشمگیر) دیگر نباید چنین عنوانی داشته باشد.

## پیاده‌سازی‌ها

### پیاده‌سازی‌های ان‌تی‌پی
ان‌تی‌پی (RFC 5905):
- پیاده‌سازی مرجع ان‌تی‌پی از پروژه ان‌تی‌پی در دانشگاه دلاور.
- نسخه ویندوزی ان‌تی‌پی‌دی – پورت رایگان ویندوز از پیاده‌سازی مرجع ان‌تی‌پی از http://www.ntp.org به‌همراه نصب‌کننده آسان
- NTPsec – یک پیاده‌سازی مقاوم‌سازی‌شده که از ان‌تی‌پی کلاسیکِ دیو میلز مشتق شده است.
- chrony – chronyd پروتکل ان‌تی‌پی را پیاده‌سازی می‌کند و می‌تواند به‌عنوان کلاینت یا سرور عمل کند.
- OpenNTPD – یک پیاده‌سازی ساده ان‌تی‌پی‌دی قابل حمل از گروه OpenBSD.
- ntpd-rs – یک پیاده‌سازی متمرکز بر امنیت از پروتکل ان‌تی‌پی توسط Internet Security Research Group.[۱]

### پیاده‌سازی‌های ساده ان‌تی‌پی یا SNTP[پ]
اس‌ان‌تی‌پی (RFC 4330):
- clockspeed – مجموعه‌ای بسیار ساده و امن شامل کلاینت NTP/SNTP، حذف‌کننده کجی ساعت و سرور و کلاینت همگام‌سازی دقیق زمان.
- dntpd – یک کلاینت ساده ان‌تی‌پی‌دی در DragonFly BSD
- ConnMan – ConnMan یک پیاده‌سازی از ان‌تی‌پی را در بر دارد.
- بیزی‌باکس، از نسخه 1.16.2 به بعد، شامل یک کلاینت و سرور SNTP مبتنی بر OpenNTP است.
- systemd-timesyncd – یک پیاده‌سازی کلاینت SNTP برای لینوکس و مخصوص systemd.